# Лисине (Војнић)
Лисине су насељено место на Кордуну, у саставу општине Војнић, Карловачка жупанија, Република Хрватска.

## Историја
Лисине су се од распада Југославије до августа 1995. године налазиле у Републици Српској Крајини.

## Становништво
Лисине су према попису из 2011. године имале 11 становника.

### Број становника по пописима
| Националност   | 2001. | 1991. | 1981. | 1971. | 1961. | 1953. | 1948. | 1931. | 1921. | 1910. | 1900. | 1890. | 1880. | 1869. | 1857. |
| бр. становника | 27    | 64    | 92    | 138   | 153   | 156   | 200   | 164   | 142   | 154   | 152   | 129   | 146   | 148   | 147   |

### Национални састав
| Националност       | 2001.     | 1991.     | 1981.       | 1971.      | 1961.        |
| Срби               | 27 (100%) | 64 (100%) | 91 (98,91%) | 138 (100%) | 152 (99,34%) |
| Хрвати             | 0         | 0         | 0           | 0          | 0            |
| Југословени        | 0         | 0         | 0           | 0          | 0            |
| остали и непознато | 0         | 0         | 1 (1,08%)   | 0          | 1 (0,65%)    |
| Укупно             | 27        | 64        | 92          | 138        | 153          |